# 1955 год в телевидении
Список 1955 год в телевидении описывает события в мире телевидения в 1955 году.

## События

### Январь
- В Москве началось ежедневное телевизионное вещание.
- В Эстонской ССР началось ежедневное телевизионное вещание.
- Январь — март — в Москве были показан циклы образовательных телепередач Автомобиль и О происхождении жизни на земле.

### Июнь
- В Грузинской ССР началось ежедневное телевизионное вещание.
- В Азербайджанской ССР началось ежедневное телевизионное вещание.

### Октябрь
- В Ленинграде началось ежедневное телевизионное вещание.

## Родились
- 2 марта — Виктор Сиднев, ТВ-знаток и магистр телеигры Что? Где? Когда? и бывший мэр города Троицк.
- 23 апреля — У́рмас Отт, ТВ-Ведущий (Карт Бланш), (Урмас Отт с) (ум. в 2008).
- 10 мая — Александр Друзь, ТВ-знаток и магистр телеигры Что? Где? Когда?, знаток-рекордсмен телеигр Своя игра (рекордный выигрыш — 120 001 рубль), 3-кратный чемпион турниров по Своей игре и Брэйн-ринг, руководитель телеканала СТО в СПБ.
- 20 мая - Яков Бранд, ТВ-Ведущий (Без рецепта), врач-кардиохирург, (ум. в 2018).
- 12 июня — Анатолий Белкин, ТВ-знаток (Своя игра), 3-кратный чемпион турниров по Своей игре, профессор, юрист, математик и литератор.
- 8 августа — Игорь Милько, ТВ-знаток (Своя игра), историк и редактор (ум. в 2012)[1].